# Windpark Kerpen
Der Windpark Kerpen befindet sich in Blatzheim, einem Stadtteil von Kerpen in Nordrhein-Westfalen. Zum Zeitpunkt seiner Errichtung im Jahr 1996 war er der erste Windpark im Rhein-Erft-Kreis, eine zweite Ausbaustufe folgte im Jahr 2000. Da die Anlagen aus der ersten Ausbaustufe mittlerweile abgebaut wurden, besteht er heute (Stand 2020) nur noch aus zwei Windkraftanlagen.

## Lage
Der Windpark liegt in der Gemarkung Im Hahn im Stadtgebiet von Kerpen. Der Stadtteil Buir liegt südwestlich, Blatzheim südöstlich. In unmittelbarer Nähe führt südlich die B 477 vorbei, in einiger Entfernung nördlich die Bahnstrecke Köln–Aachen und die Bundesautobahn 4, die wegen der Ausbreitung des Tagebaus Hambach von 2008 bis 2014 nach Süden verlegt wurde.

## Geschichte
Mit den Bauarbeiten wurde im August 1996 begonnen, Ende 1996 gingen dann die ersten fünf Windkraftanlagen mit einer Gesamtleistung von fünf Megawatt in Betrieb. Es beteiligten sich 83 Investoren bei der Planung und Errichtung des etwa 6,4 Millionen DM teuren Windparks. Betreiber der Anlagen war die Firma Energiekontor aus Bremen, deren achtes Projekt der Kerpener Windpark war.
Bei dem verwendeten Typen handelte es sich um das Modell NedWind NW44/500 des niederländischen Herstellers NedWind. Jede dieser Anlagen hatte eine Nennleistung von 500 kW bei einem Rotordurchmesser von 44 m und einer Nabenhöhe von 65 m. Im Gegensatz zu den meisten errichteten Windkraftanlagen hatten sie keinen Dreiblatt-, sondern einen Zweiblattrotor – der Hersteller setzte vorrangig auf diese Bauform und errichtete zu dieser Zeit neben Kerpen noch einige weitere Windparks in Deutschland. Die Anlagen standen entlang einer Reihe in der Gemarkung Am Heidefeldchen zwischen Blatzheim, dem Haus Dorsfeld und dem Haus Forst, östlich der K 53 nach Manheim.
Schon einige Jahre nach Inbetriebnahme der Anlagen erwiesen diese sich als störanfällig. Statt der prognostizierten 4,4 Millionen Kilowatt elektrischer Leistung pro Jahr (ca. 1500 Haushalte) lag der tatsächliche Verbrauch Ende 2002 bei lediglich 3 bis 3,6 Millionen Kilowatt pro Jahr. Auch an den Anlagenteilen selbst traten vermehrt Probleme auf, etwa an den Rotorblättern und den Steuerungsgeräten. So mussten wegen Bruchgefahr alle Rotorblätter nachträglich ausgetauscht werden.
Rund 1 km westlich des bestehenden Parks im Jahr 2000 zwei weitere Windkraftanlagen gebaut. Die Anlagen von Typ AN Bonus 1,3 MW / 62 des dänischen Hersteller Bonus Energy A/S (firmierte in Deutschland zusammen mit der AN Windenergie GmbH unter dem Namen AN Bonus) haben je eine Nennleistung von 1,3 MW bei einem Rotordurchmesser von 62 m und einer Nabenhöhe von 68 m. Im Gegensatz zu den NedWind-Anlagen handelt sich bei ihnen um konventionelle Dreiblattrotoren (Dänisches Konzept). Auch diese im September 2000 in Betrieb genommenen Anlagen werden durch die Firma Energiekontor AG betrieben.
Wegen der Störfälligkeit der NedWind-Anlagen plante der Betreiber Energiekontor schon im Jahr 2004, vier der Anlagen durch drei neue zu ersetzen. Da der Windpark in relativer Nähe um Fliegerhorst Nörvenich liegt und Bauten in diesem Bereich einer Höhenbeschränkung unterworfen sind, war eine Zustimmung seitens der Bundeswehr nicht abzusehen – obwohl die benachbarten Bonus-Anlagen eine Gesamthöhe von 99 m aufweisen. Der Windpark wurde daher noch einige Jahre weiter mit den alten Anlagen betrieben, zumal die Alternative, nur eine der Anlagen durch ein neues Modell zu ersetzen, ebenso scheiterte.
Sowohl NedWind als auch Bonus sind heute nicht mehr als Firmen auf dem Windenergiemarkt vertreten – noch 1998 wurde NedWind aufgrund wirtschaftlicher Probleme von der dänischen NEG Micon A/S übernommen, die wiederum 2004 mit Vestas Wind Systems verschmolz. Bonus Energy wurde im Oktober 2004 von Siemens Wind Power (seit April 2017 Siemens Gamesa Renewable Energy) gekauft.
Zum 30. September 2013 wurden die NedWind-Anlagen vom Netz genommen und im Anschluss abgebaut. Die beiden Bonus-Anlagen sind nach wie vor in Betrieb.